# Hannah Mergenthaler
Hannah Mergenthaler (* 9. März 1997 in Schwetzingen, Baden-Württemberg) ist eine deutsche Leichtathletin, die sich auf den 400-Meter-Lauf spezialisiert hat und auch Staffeln läuft.

## Berufsweg
Mergenthaler machte 2016 Abitur an der Carl-Theodor-Schule in Schwetzingen und studierte seit April 2017 Grundschullehramt an der Pädagogischen Hochschule Heidelberg.

## Sportliche Laufbahn
Hannah Mergenthaler spezialisierte sich schon früh auf den 400-Meter-Sprint.
2014 wurde sie Deutsche U18-Meisterin über die 400 Meter und kam bei den U20-Weltmeisterschaften in Eugene (Oregon) mit der 4-mal-400-Meter-Staffel auf den 3. Platz.
2015 konnte Mergenthaler  Deutsche U20-Meisterin auf der Stadionrunde werden. Bei den Deutschen U23-Meisterschaften belegte sie den 3. Rang. Bei den U20-Europameisterschaften im schwedischen Eskilstuna konnte sie sich im Vierhundertmeterlauf nicht für das Finale qualifizieren, kam mit der Staffel jedoch auf den 5. Platz.
2016 wurde sie erneut Deutsche U20-Meisterin auf der Stadionrunde und belegte über 200 Meter den 3. Platz. Zuvor war Mergenthaler bei den  U20-Weltmeisterschaften im polnischen Bydgoszcz über 400 Meter bis ins Halbfinale gekommen und hatte mit der Staffel den 4. Platz erreicht. In der Erwachsenenklasse konnte sie wegen einer Grippe nicht an den Deutschen Meisterschaften teilnehmen und wurde in Folge nicht als Ersatzläuferin für die 400-Meter-Staffel bei den Olympischen Spielen in Rio de Janeiro nominiert.
2017 kam Mergenthaler in Leipzig bei den Deutschen Hallenmeisterschaften über 400 Meter auf den 5. Platz. In Leverkusen durfte sie sich Mitte Juni auf dieser Distanz Deutsche U23-Meisterin nennen und kam mit der 4-mal-100-Meter-Staffel auf den 3. Platz. Eine Woche später wurde Mergenthaler im französischen Villeneuve-d’Ascq (Metropolregion Lille) Team-Europameisterin, wozu sie durch einen 3. Platz in der 400er-Staffel mit Ruth Sophia Spelmeyer, Laura Müller und Nadine Gonska beitrug. Bei den Deutschen Meisterschaften. Am 9. Juli kam sie in Erfurt mit der 4-mal-100-Meter-Staffel auf den 4. Platz. Kaum eine Woche später wurde Mergenthaler im polnischen Bydgoszcz mit der 4-mal-400-Meter-Staffel U23-Vizeeuropameisterin. Am 13. August, belegte sie in der gleichen Formation wie bei der Team-Europameisterschaft bei den Weltmeisterschaften in London den 6. Platz.
Mergenthaler gehört seit der Leistungssportreform zum Olympiakader (OK) des Deutschen Leichtathletik-Verbandes (DLV). Davor war sie im B-Kader geführt.

## Vereinszugehörigkeiten
Hannah Mergenthaler startet seit sie 15 Jahre alt ist für die MTG Mannheim.

## Bestzeiten
(Stand: 26. Februar 2020)

### Halle
- 60 m: 7,94 s, Karlsruhe, 8. Februar 2014
- 60 m Hürden: 8,94 s, Karlsruhe, 26. Januar 2014
- 200 m: 24,46 s, Mannheim, 29. Januar 2017
- 400 m: 53,39 s, Leipzig, 23. Februar 2020
- 4 × 200 m: 1:36,36 s, Mannheim, 20. Januar 2018

### Freiluft
- 100 m: 12,02 s (+1,1 m/s), Clermont (Florida), 14. Mai 2016
- 100 m Hürden: 14,35 s (+1,5 m/s), Mannheim, 10. Mai 2014
- 200 m: 24,06 s (+1,6 m/s), Mönchengladbach, 30. Juli 2016
- 400 m: 52,83 s, Nürnberg, 22. Juli 2018
- 4 × 100 m: 44,83 s, Erfurt, 9. Juli 2017
- 4 × 400 m: 3:27,45 min, London, 13. August 2017

## Erfolge

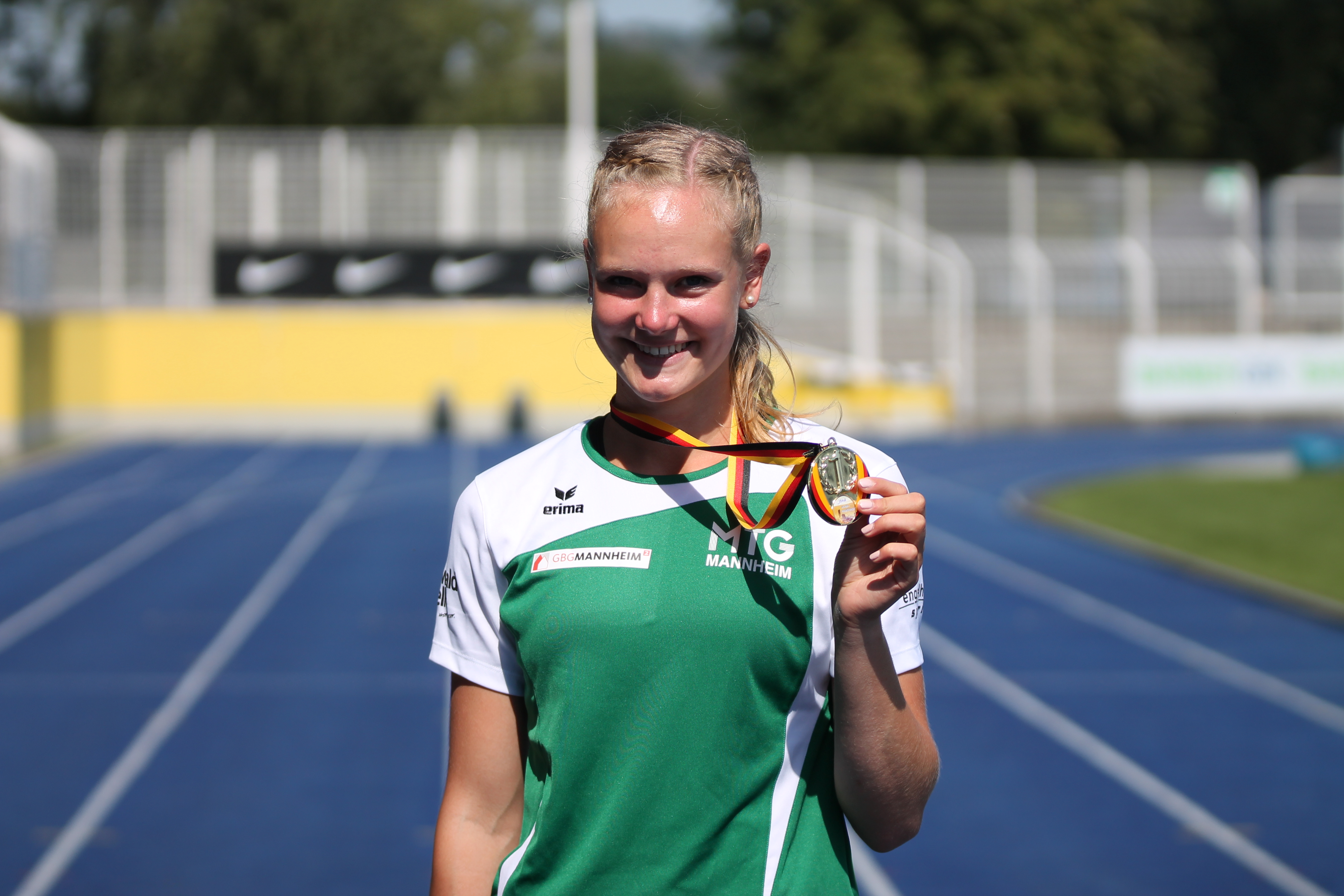
Mergenthaler nach ihrem Sieg bei der U20-DM in Jena 2015

### National
- 2014: Deutsche U18-Meisterin (400 m)
- 2015: Deutsche U20-Meisterin (400 m)
- 2015: 3. Platz Deutsche U23-Meisterschaften (400 m)
- 2016: Deutsche U20-Meisterin (400 m)
- 2016: 3. Platz Deutsche U20-Meisterschaften (200 m)
- 2017: 5. Platz Deutsche Hallenmeisterschaften (400 m)
- 2017: Deutsche U23-Meisterin (400 m)
- 2017: 3. Platz Deutsche U23-Meisterschaften (4 × 100 m)
- 2017: 4. Platz Deutsche Meisterschaften (4 × 100 m)
- 2018: Deutsche Vizemeisterin (400 m)
- 2020: 3. Platz Deutsche Hallenmeisterschaften (400 m)

### International
- 2014: 3. Platz U20-Weltmeisterschaften (4 × 400 m)
- 2015: 5. Platz U20-Europameisterschaften (4 × 400 m)
- 2016: 4. Platz U20-Weltmeisterschaften (4 × 400 m)
- 2016: Halbfinale U20-Weltmeisterschaften (400 m)
- 2017: Team-Europameisterin, gleichzeitig 3. Platz (4 × 400 m)
- 2017: U23-Vizeeuropameisterin (4 × 400 m)
- 2017: 6. Platz Weltmeisterschaften (4 × 400 m)